# Terreiro do Paço (Metro de Lisboa)

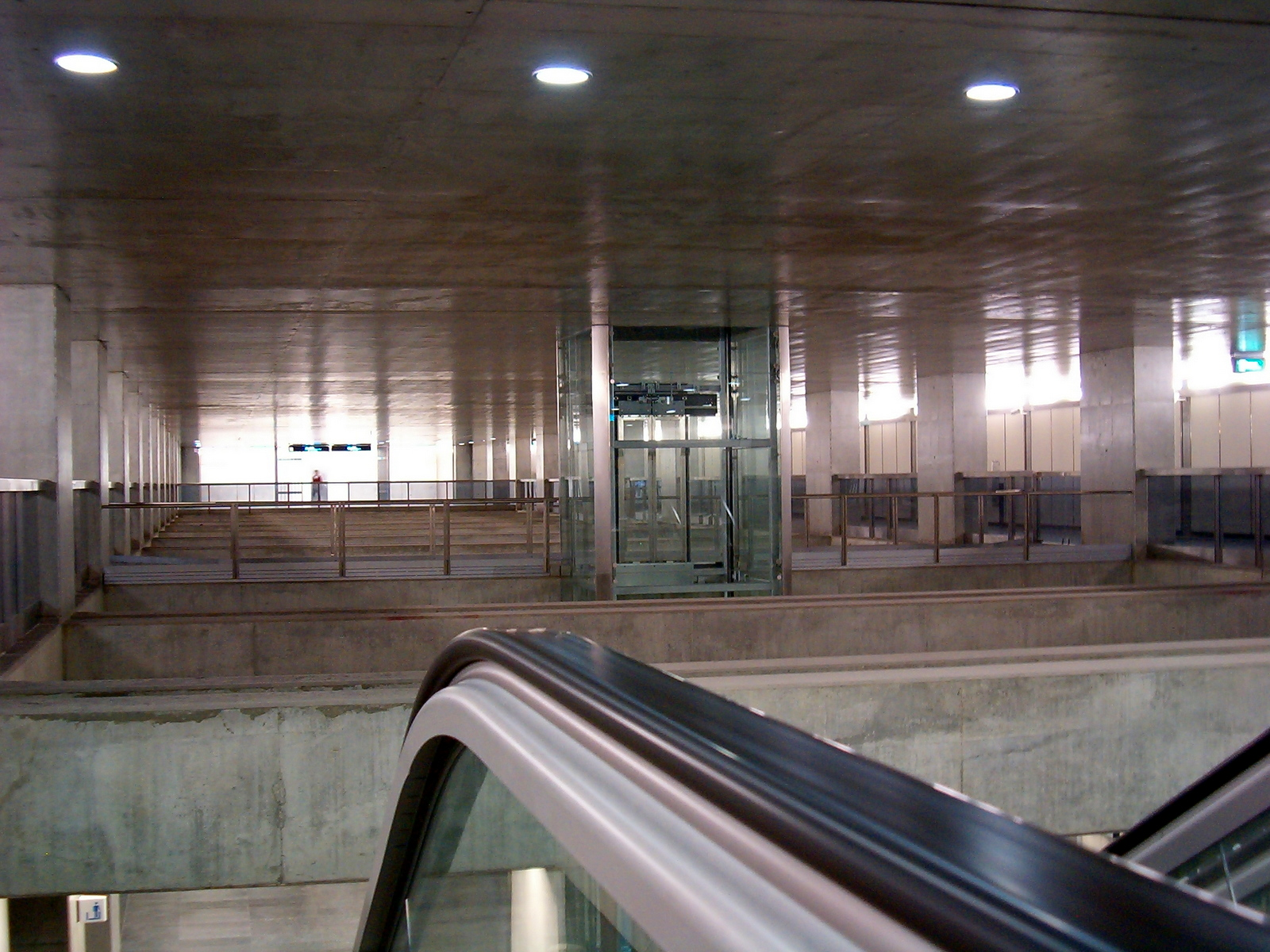
La estación.

Terreiro do Paço es una estación de la línea Azul del metro de Lisboa, en el municipio de Lisboa, entre las estaciones Baixa-Chiado y Santa Apolónia. Fue inaugurada el 19 de diciembre de 2007 en la expansión de esta línea a la estación de Santa Apolonia.
Esta estación se encuentra en Cais da Alfândega, al servicio de la zona de la Praça do Comércio, que actúa como una interfaz con la estación fluvial de Terreiro do Paço, que une Lisboa a Barreiro. El diseño arquitectónico es obra del arquitecto Arthur Rose y las intervenciones del artista plástico Joao Rodrigues Vieira. A partir de las últimas estaciones del metro de Lisboa está equipado para poder atender a los pasajeros con movilidad reducida además de ascensores.